# Erling Thurmann-Andersen
Erling Thurmann-Andersen, född 12 juni 1945 i Brooklyn, New York, död 3 november 2002 i Oslo, var en norsk filmfotograf. 
Thurmann-Andersen, som hade norska föräldrar, räknas som en av de namnkunnigaste norska filmfotograferna och den som var mest anlitad i norsk film. Jonny Vang blev den sista film som Thurmann-Andersen fotograferade, men på grund av sjukdom fick han avbryta sitt arbete efter en kort tid.

## Filmfoto i urval
- 1974 – Den siste Fleksnes
- 1977 – Den allvarsamma leken
- 1981 – Förföljelsen
- 1983 – Svarta fåglar
- 1989 – Istanbul
- 1991 – Riktiga män bär alltid slips
- 1991 – Joker
- 1992 – Den demokratiske terroristen
- 1993 – Kalle och änglarna
- 1995 – Vendetta
- 1997 – Insomnia
- 2001 – Prozac Nation
- 2001 – Jordgubbar med riktig mjölk
- 2003 – Jonny Vang